# Baias
El riu Baias (en basc Baias ibaia i en castellà Bayas) és un riu del nord d'Espanya que neix al vessant sud de la muntanya Gorbea (Àlaba) i desemboca al riu Ebre a Miranda de Ebro (Burgos). Els seus principals afluents són els rius Ugalde, Badillo i Añana.
En el seu recorregut el riu Bayas travessa els municipis alabesos de Zuia, Urkabustaiz, Kuartango, Erriberagoitia i Erriberabeitia. Finalment desemboca al riu Ebre a Miranda de Ebro, perquè finalment el riu Ebre desemboqui el Mar Mediterrani.

## Referències

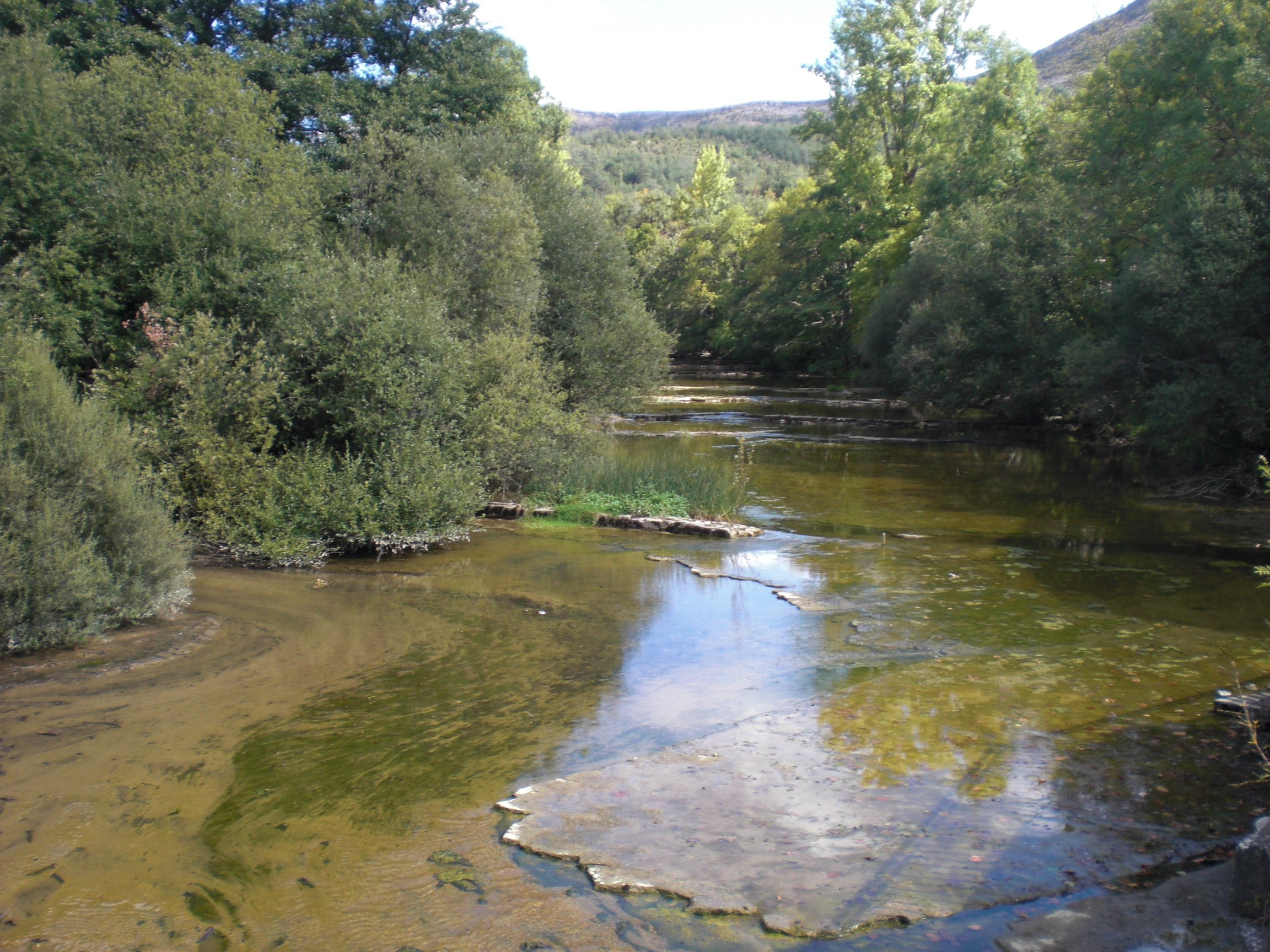
Riu Bayas a Kuartango